# 大相撲令和元年11月場所
大相撲令和元年11月場所（おおずもうれいわがんねん11がつばしょ）は、2019年11月10日から11月24日まで福岡県福岡市博多区の福岡国際センターで開催された大相撲本場所である。

## 優勝争い
10月27日に新番付が発表され、先場所（秋場所）に関脇・小結陣が全員勝ち越したこともあり、阿炎・遠藤に加え北勝富士と朝乃山が三役昇進を果たし、平成18年11月場所（九州場所）以来13年ぶりの「4小結」となった。また、関脇・御嶽海は優勝した先場所（秋場所）と先々場所（名古屋場所）で合計21勝を挙げており、12勝を挙げれば大関昇進の目安となる「三役で直近3場所33勝」に到達する勝負の場所となるほか、先場所カド番で負け越して大関陥落となった関脇・栃ノ心が2桁勝利を挙げて大関復帰が成るかにも注目が集まった。
迎えた初日、横綱・鶴竜は腰椎すべり症で初日の取組前に休場届を提出。昭和29年3月場所（夏場所）の吉葉山、平成27年3月場所（春場所）の鶴竜自身に続く3例目の「横綱の初日休場」となった。さらに、カド番を脱出したばかりの大関・豪栄道も初日の小結・遠藤戦で左足首を痛めて2日目から休場。その2日目には関脇以上の5力士（休場の鶴竜と不戦敗の豪栄道を除く）が全て敗れ、三役以上で初日から連勝したのが小結・朝乃山ただ一人となるという波乱。さらに5日目には大関復帰を目指す関脇・栃ノ心が右肋軟骨を骨折して休場し大関への特例復帰を逃し、中日にはカド番だった大関・髙安が土俵入りの後にぎっくり腰を発症して休場、関脇に陥落することになった。
優勝争いは2日目の黒星の後勝ち星を積み重ねた横綱・白鵬が1敗を守り、それを小結・朝乃山が2敗で追走、さらに3敗で大関・貴景勝と平幕の正代・輝が追う展開で終盤戦を迎えるが、12日目に朝乃山が序盤戦で崩れて大関昇進を逃していた御嶽海に敗れて3敗に後退、14日目に御嶽海を下して1敗を守った白鵬が千秋楽を待たずに春場所以来43回目（日本国籍を取得してからは初めて）の優勝を決めた。

## 番付・星取表（幕内）
| 成績       | 東       | 番付   | 西       | 成績       |
| ---------- | -------- | ------ | -------- | ---------- |
| 1敗14休    | 鶴竜     | 横綱   | 白鵬     | 14勝1敗    |
| 2敗13休    | 豪栄道   | 大関   | 髙安     | 3勝5敗7休  |
| 9勝6敗     | 貴景勝   | 大関   |          |            |
| 6勝9敗     | 御嶽海   | 関脇   | 栃ノ心   | 2勝3敗10休 |
| 9勝6敗     | 阿炎     | 小結   | 遠藤     | 7勝8敗     |
| 7勝8敗     | 北勝富士 | 小結   | 朝乃山   | 11勝4敗    |
| 8勝7敗     | 大栄翔   | 前頭1  | 隠岐の海 | 6勝9敗     |
| 8勝7敗     | 妙義龍   | 前頭2  | 明生     | 6勝9敗     |
| 6勝9敗     | 宝富士   | 前頭3  | 友風     | 3敗12休    |
| 8勝7敗     | 玉鷲     | 前頭4  | 琴勇輝   | 8勝7敗     |
| 6勝9敗     | 碧山     | 前頭5  | 竜電     | 6勝9敗     |
| 7勝8敗     | 阿武咲   | 前頭6  | 炎鵬     | 8勝7敗     |
| 6勝9敗     | 剣翔     | 前頭7  | 琴恵光   | 5勝10敗    |
| 8勝7敗     | 松鳳山   | 前頭8  | 佐田の海 | 7勝8敗     |
| 6勝9敗     | 琴奨菊   | 前頭9  | 豊山     | 8勝7敗     |
| 6勝9敗     | 志摩ノ海 | 前頭10 | 正代     | 11勝4敗    |
| 9勝6敗     | 石浦     | 前頭11 | 千代大龍 | 9勝6敗     |
| 全休       | 逸ノ城   | 前頭12 | 隆の勝   | 10勝5敗    |
| 9勝6敗     | 千代丸   | 前頭13 | 輝       | 10勝5敗    |
| 8勝7敗     | 照強     | 前頭14 | 錦木     | 4勝11敗    |
| 5勝10敗    | 大翔丸   | 前頭15 | 大翔鵬   | 3勝12敗    |
| 4勝1敗10休 | 若隆景   | 前頭16 |          |            |